# Aelfsige I
Aelfsige I (Ælfsige; żył w X wieku) – biskup Winchesteru i późniejszy arcybiskup Canterbury.
Aelfsige został wyświęcony na biskupa Winchesteru w 951 i sprawował tę funkcję do 958, kiedy został mianowany arcybiskupem Canterbury. William z Malmesbury w swoim dziele Gesta pontificum Anglorum wspomina, że jego sukcesja po arcybiskupie Odo została narzucona edyktem króla Edgara, i kupiona. Faktem jest, że na obu zajmowanych stanowiskach Aelfsige utrzymywał pozytywne kontakty z dworem królewskim Wessex, m.in. zachowały się liczne, sygnowane przez niego w charakterze świadka, akty nadań i przywilejów, wystawione przez królów Edwin i Edreda.
W 959 roku Aelfsige wybrał się z pielgrzymką do Rzymu, gdzie miał z rąk papieża Jana XII otrzymać paliusz, będący symbolem władzy arcybiskupiej. Nie dotarł jednak na miejsce, gdyż zamarzł przy pokonywaniu włoskich Alp. William z Malmesbury sugeruje, że była to kara, jaka spadła na niego za brak szacunku do jego poprzednika Odo - Aelfsige miał zdeptać jego grób. Byhrtferth z Ramsey odnotował w swoim "Żywocie św. Oswalda" trzykrotne objawienie się Ody pewnemu kapłanowi z żądaniem, by ten udał się do Aelfsige z pytaniem, dlaczego znieważył jego grób.
Kolejnym biskupem Winchesteru został biskup Byrthelm.